# Turzyca ciborowata
Turzyca ciborowata (Carex bohemica Schreb.) – gatunek z rodziny ciborowatych. Występuje od Portugalii na zachodzie po Japonię na wschodzie. Gatunek w Polsce rzadko spotykany i na przemijających stanowiskach, co związane jest z dynamicznym charakterem zajmowanych siedlisk – wysychających brzegów wód i miejsc podmokłych. Rośnie głównie w południowo-zachodniej części kraju.

## Morfologia

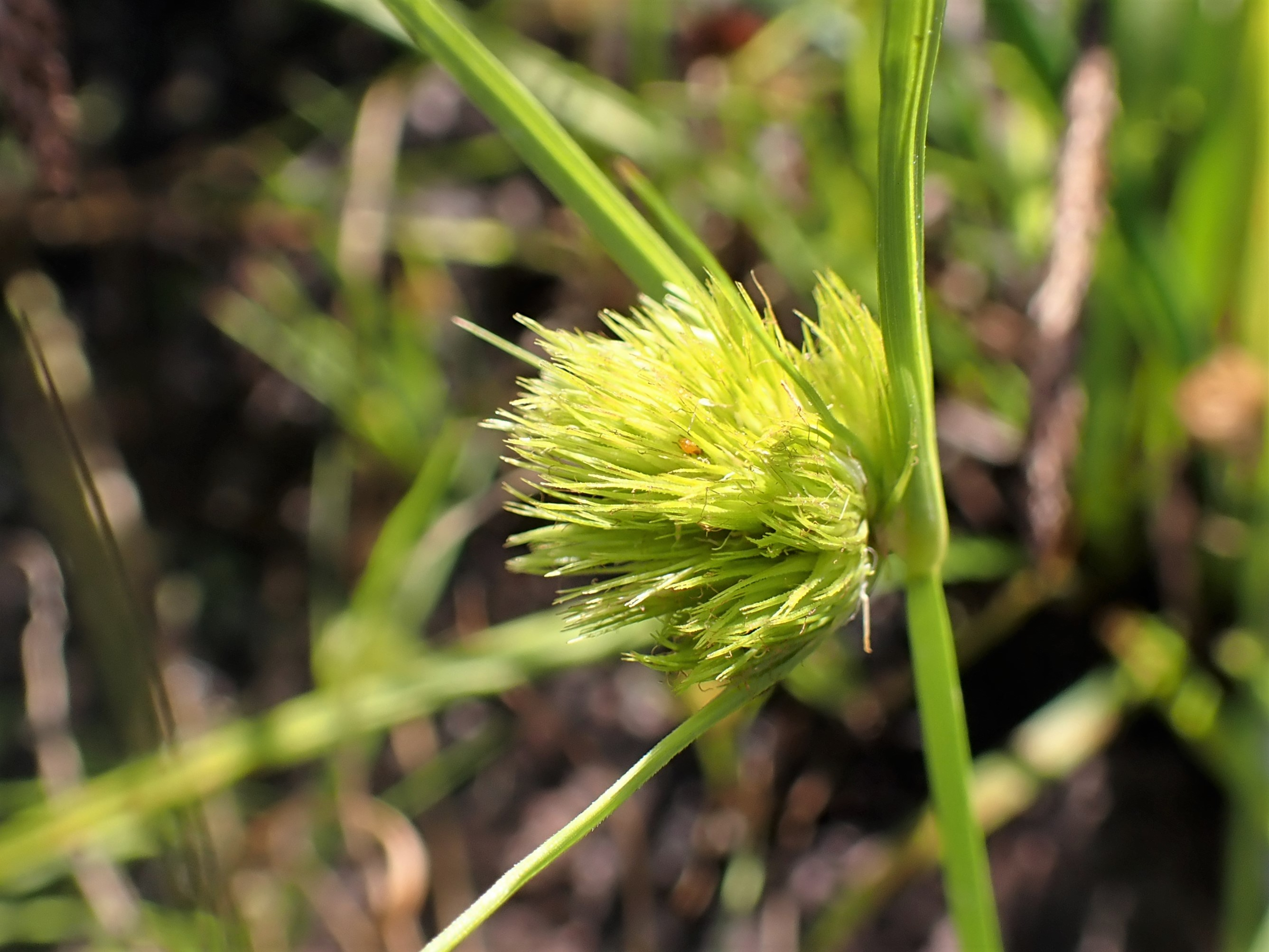
Kwiatostan

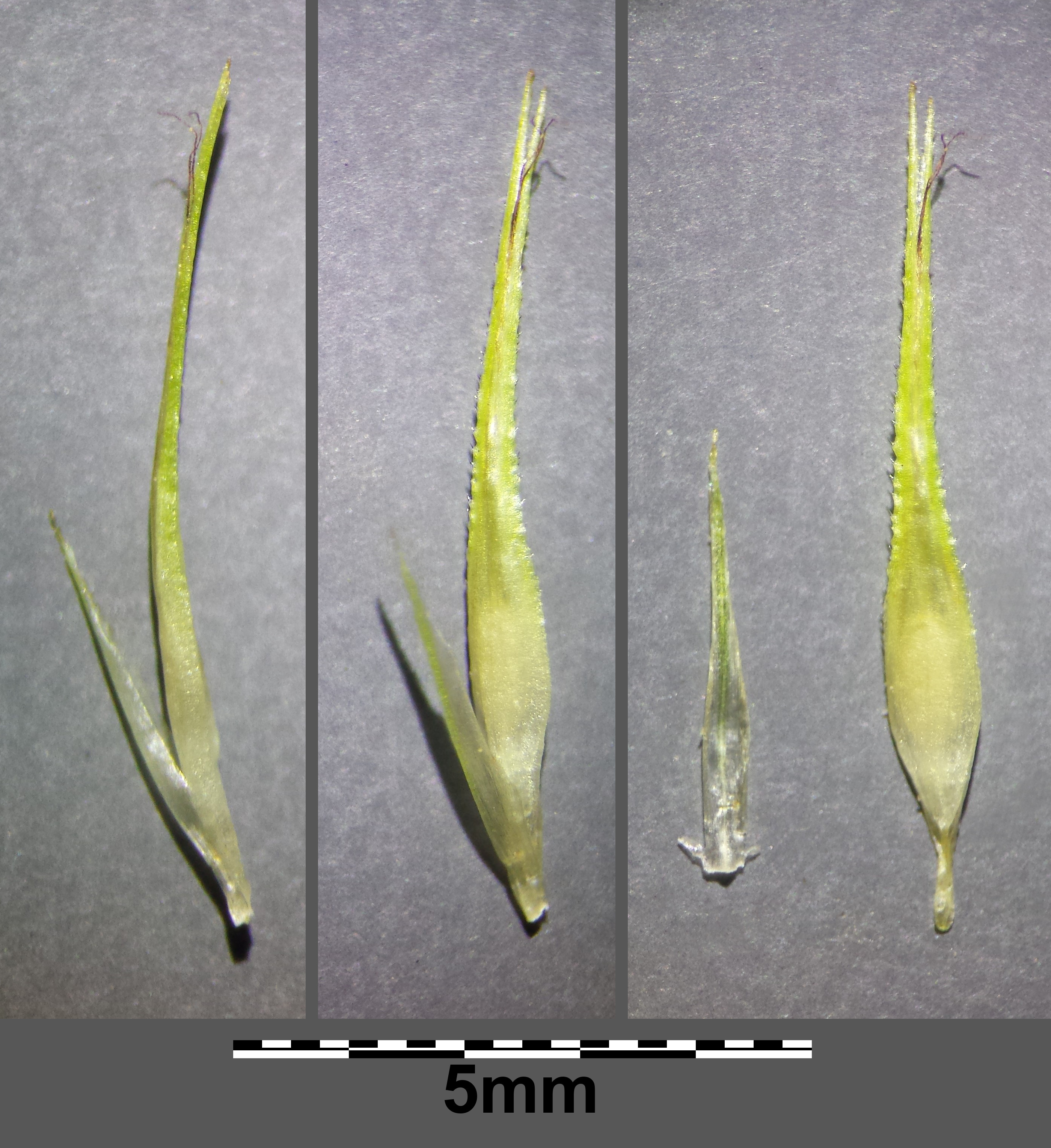
Kwiaty i przysadki

PokrójRoślina trwała, gęstokępkowa, wysokości od 10 do 30 cm.
ŁodygaŁodyga wzniesiona, ulistniona tylko u dołu, tępotrójkątna, pusta i gładka.
LiścieLiście wąskie, jasnozielone, na brzegu szorstkie.
KwiatyZebrane w bardzo gęste kłosy tworzące główkę podpartą 2–4 zielonymi podsadkami. Kwiaty wyrastają w kątach lancetowatych, początkowo zielonych, później żółtawych przysadek. Kwitnie od czerwca do września.
OwoceOrzeszek otoczony pęcherzykiem. Pęcherzyk żółtozielony, podobnej długości jak przysadka, jednak z długim dzióbkiem osiągającym 7–8 mm długości.

## Biologia i ekologia
Bylina. Występuje w podsychających, wilgotnych miejscach. Gatunek charakterystyczny (Ch.) dla zespołu (Ass.) Eleocharetum ovatae.

## Zagrożenia i ochrona
Gatunek umieszczony na Czerwonej liście roślin i grzybów Polski (2006) w kategorii zagrożenia V (narażony). Tę samą kategorię otrzymał w wydaniu z 2016 roku.